# Вайдгаус
Вайдгаус (нім. Waidhaus) — громада в Німеччині, розташована в землі Баварія. Підпорядковується адміністративному округу Верхній Пфальц. Входить до складу району Нойштадт-ан-дер-Вальднааб.
Площа — 37,00 км2. Населення становить 2192 ос. (станом на 31 грудня 2020).